# 田敏 (1964年)
田敏（1964年—），女，河南中牟人，中国豫剧演员，主攻刀马旦、闺门旦，豫剧陈素真派弟子。中国戏剧梅花奖得主。现为河南省豫剧院二团一级演员、中国戏剧家协会会员。

## 生平
1975年至1984年任中牟县豫剧团演员，主攻刀马旦、闺门旦，在《哑女告状》中扮演掌上珠一剧深获好评。1984年至1987年在洛阳戏曲学校学习，由京剧名旦李淑芳指导排练《扈家庄》（扮演扈三娘）、《杀宫》（扮演刘桂莲）。1987年至1994年任河南省豫剧三团演员。

## 荣誉
- 1982年，获开封地区青年演员汇演表演一等奖（《见皇姑》中扮演秦香莲）；
- 1987年，获洛阳地区青年演员汇演表演一等奖；
- 1988年，获河南省第二届戏剧大赛表演二等奖（《归来的情哥》（扮演女主角枣花））；